# Zalug (Chorwacja)
Zalug – wieś w Chorwacji, w żupanii krapińsko-zagorskiej, w gminie Hum na Sutli. W 2011 roku liczyła 109 mieszkańców.